# جيمس ديكسون (سياسي)
جيمس ديكسون (بالإنجليزية: James Dixon)‏ هو محامي وسياسي أمريكي، ولد في 5 أغسطس 1814 في إينفيلد في الولايات المتحدة، وتوفي في 27 مارس 1873 في هارتفورد في الولايات المتحدة. حزبياً، نشط في حزب اليمين والحزب الجمهوري والحزب الديمقراطي. وقد انتخب عضو مجلس نواب كونيتيكت وانتخب عضو مجلس النواب الأمريكي وانتخب عضو مجلس الشيوخ الأمريكي.